# Nicasio Zorita
Nicasio Zorita, también Çorita, (¿Aragón?, c. 1545 -  Tarragona, c. 1593) fue un maestro de capilla y compositor renacentista español.

## Vida
Los orígenes de Nicasio Zorita son desconocidos, aunque tradicionalmente se le ha supuesto nacido en Zurita, en la provincia de Huesca, principalmente debido a su apellido. Andrea Puentes-Blanco ha especulado que podría proceder de otras localidades denominadas Zorita, de las que hay por lo menos diez en España, siendo la más cercana a sus actividades en Valencia y Tarragona Zorita del Maestrazgo, en la provincia de Castellón. La tesis de su origen aragonés viene reforzado por Higinio Anglés, que lo cuenta dentro de la llamada escuela aragonesa de polifonía, encabezada por Melchor Robledo. También es desconocido su año de nacimiento, que se supone a mediados de la década de 1540, y su formación musical, aunque Zorita mismo se preocupa de informarnos en su Liber primus motectorum que estudió música desde su primera juventud.
Los primeros datos sobre Nicasio Zorita se dan en 1578, cuando aún trabajaba en Valencia y fue nombrado maestro de capilla de la Catedral de Tarragona. Debía haber permanecido en Valencia por algún tiempo, ya que solicitó al cabildo tarraconense tras su elección como maestro permiso para regresar a Valencia para recoger sus cosas y trasladar su hogar, además con la idea de buscar algunos infantes para el coro de la capilla de música. Específicamente prometió traer a Tarragona un infante, un contralto adulto y un castrato. Llama la atención el alto salario que se le ofreció, de 75 libras anuales, 15 libras más de lo que era habitual. Permaneció en el magisterio hasta por lo menos 1589, aunque el 21 de abril de 1587 se le puso un asistente, un tal Peruga, como maestro de canto.
Debió obtener alguna fama como compositor, ya que Pedro Cerone lo menciona en su El melopeo y maestro (Nápoles, 1613). Este pasaje de Cerone fue interpretado erróneamente por Pedrell y otros musicólogos posteriores como una acusación de plagio. El prestigio de Zorita fue confirmado por otros contemporáneos como el poeta y erudito Juan Felipe Mey, cuyo soneto se incluyó en dicho volumen de motetes en honor al compositor.

Quien gusta de un estilo aventajado

El qual de lo ordinario ca tan fuera

Que de le figurar aún no hay manera

Sino es por el camino qu'el ha ollado;

El que Felipe Mey nos ha enseñado

A Quidio transformado en esta era,

Siga; más no desmaye en la carrera,

Que no es a todos el seguirle dado.

Y pues tan justamente le es devida

La palma de vitoria por el arte

En que al verso español tanto engrandece;

La embidia calle ya como vencida,

La fama le pregone en toda parte,

Y el lauro se le dé, según merece.

## Obra
Durante su estancia en Tarragona publicó el libro Liber primus […] Motectorum quae partim quaternis, partim quinis vocibus concinantur. (Barcelona, 1584) con 32 motetes a cuatro voces y 20 a cinco. Este libro, publicado por Hubert Gotard, ofrece uno de los pocos ejemplos de impresión de música antigua en Barcelona. Gotard también publicaría un año más tarde la famosa colección de madrigales de Joan Brudieu.
Otras obras de Nicasio Zorita, como un credo en cuatro partes y una Salve Regina incompleta, han sobrevivido en forma manuscrita.